# Arfst Jens Arfsten
Arfst Jens Arfsten (født 28. marts 1812 i Niblum på Før; død i marts 1899 i Husum) var en nordfrisisk forfatter fra øen Før, som dengang endnu var dansk.
Arfsten ville blive lærer eller præst, som dog ikke kunne realiseres af økonomiske grunde. I stedet blev han uddannet som farver i sin fødeby Niblum. Senere drev han en kro på fastlandet ved Husum, hvor han mødte den tysk-slesvigske forfatter Theodor Storm. Under den dansk-tyske grænsekonflikt stillede han sig selv på den tyske side.
Arfsten skrev en række tekster på sin hjembys førfrisiske dialekt, som senere blev udgivet i antologien Ferreg an ömreng stcken - A. J. Arfsten sin düntjis.
Han var gift to gange. I sit første ægteskab var han gift med Anna Kathrine Jans fra Tetebøl, der døde i 1840. Sin anden kone Inge Helenge Breckling kom fra Niblum på Før. Han havde tre sønner og to døtre.